# Ernesto Remani
Ernesto Remani (* 6. Februar 1906 in Meran, Österreich-Ungarn; † 12. Dezember 1966 in Frankfurt am Main) war ein italienisch-deutscher Filmregisseur. Zu Beginn seiner Karriere im Dritten Reich arbeitete er vor allem unter seinem Realnamen Ernst Rechenmacher.

## Leben
Nach wenigen Berufsjahren im Gastronomiebereich wurde Rechenmacher Ende der 1920er-Jahre Assistent bei Luis Trenker. Von 1923 bis 1928 war er Mitglied der Faschistischen Partei Italiens. Bis in die 1930er-Jahre nahm er kleinere Tätigkeiten beim Film an und war in einigen Filmen in Kleinstrollen zu sehen. Im nationalsozialistischen Deutschland ließ er sich als politisch verfolgter Südtiroler besonders fördern. 1934 trat er der Reichsfachschaft Film in der Fachgruppe „Film-Produktionsleiter“ bei. 1935 war Remani im Abessinienkrieg bei den Alpini eingesetzt. In Deutschland übernahm er erstmals 1935 beim Film Vergiß mein nicht die Regieassistenz und war bis 1945 bei verschiedenen Filmen als Regieassistent und Produzent tätig, insbesondere bei der Itala-Film. Seit 1940 war Rechenmacher bei der Bavaria Filmkunst fest angestellt und als Produzent im besetzten Protektorat Böhmen und Mähren tätig.
In der Optionsfrage hatte er, wohl den jeweiligen Erfordernissen folgend, widersprüchliche Erklärungen abgegeben, wonach er sowohl für Italien als auch für Großdeutschland optiert hatte. Remani besaß 1945 wieder die italienische Staatsbürgerschaft und trat nach 1945 hauptsächlich unter seinem Künstlernamen auf. Nach Ende des Zweiten Weltkriegs gründete er die Produktionsgesellschaft Refi. Im Jahr 1947 führte er zum ersten Mal Regie – es entstand das Lustspiel L’isola del sogno. Remani drehte in den folgenden Jahren auch in Paraguay, Brasilien und Argentinien. Sein Film Sob o Céu da Bahia lief 1956 im Wettbewerb der Filmfestspiele in Cannes, bei dem Remani als Regisseur mit dem Grand prix technique ausgezeichnet wurde.
Remani drehte im Jahr 1957 mit Die Schönste seinen einzigen Spielfilm für die DEFA. Der Film wurde der erste vollständig verbotene Film der DEFA und bis 1959 ohne Beteiligung Remanis, der 1957 ein Einreiseverbot in die DDR erhielt, mehrfach geschnitten und teilweise neu gedreht. Die Schönste wurde erst 2002 uraufgeführt. Der Film blieb Remanis letzte Regiearbeit. Er arbeitete später bei der Transit Film als Abteilungsleiter Wochenschau / Dokumentarfilm und verstarb 1966 in Frankfurt am Main.

## Filmografie
Als Regisseur (als Ernesto Remani)
- 1947: L’isola del sogno
- 1952: El gaucho y el diablo (erster argentinischer Farbspielfilm)
- 1954: Destino em apuros (erster brasilianischer Farbspielfilm)
- 1956: Sob o Céu da Bahia (auch Drehbuch)
- 1957: Die Schönste

Als Regieassistent (als Ernst Rechenmacher)
- 1931: Berge in Flammen
- 1934: Gold
- 1935: Vergiß mein nicht
- 1936: Der Favorit der Kaiserin
- 1936: Ave Maria
- 1936: Du bist mein Glück
- 1937: Die Stimme des Herzens
- 1937: Ich möcht’ so gern mit Dir allein sein (Millionäre)
- 1938: Der Mann, der nicht nein sagen kann
- 1938: Der Hampelmann
- 1939: Der singende Tor
- 1939: La casa lontana (italienische Fassung von Der singende Tor)

Als Produzent (als Ernst Rechenmacher)
- 1941: Jenny und der Herr im Frack
- 1941: Hauptsache glücklich
- 1942: Ein Zug fährt ab
- 1943: Die schwache Stunde
- 1944: Es fing so harmlos an

## Ehrung
- 1956: Filmfestspiele in Cannes – Grand prix technique für Sob o Céu da Bahia